# Рой Померой
Рой Померой (на английски: Roy Pomeroy) е американски художник на специални ефекти и режисьор.
Печели „Оскар“ за инженерни ефекти за филма „Криле“ на Първите награди на Академията.
Померой е сред 36-мата основатели на Академията за филмово изкуство и наука в Бевърли Хилс.

## Биография
Кариерата на Померой започва през ерата на нямото кино, когато работи като инженер по специалните ефекти за студиото Феймъс Плейърс-Ласки и неговия наследник филмовото студио Парамаунт Пикчърс. За „Десетте заповеди“ от 1923 г. Померой проектира разделянето на Червено море и ефект, при който десетте божи заповеди се появяват с огнени букви върху плочите. Работил е върху „Питър Пан“ и „Грубите ездачи“, всички за Феймъс Плейърс или Парамаунт. Работата му върху новаторския авиационен филм „Крилe“ от 1927 г. му печели Оскар за инженерни ефекти на първата по рода си церемония по връчването на наградите „Оскар“.
Померой е ръководител на изследванията в Парамаунт и експериментира неуспешно върху създаването на устройство, което да добави звук към широкоформатния процес на създаване на филми от студиото. Изпратен е да посети звуковите лаборатории на RCA и Уестърн Електрик, за да изучи звуковата технология Vitaphone, и след завръщането си е третиран от студийните работници и ръководители като експерт. Джеси Ласки казва: „Не бихме могли да се отнасяме към него с повече възхищение и страхопочитание, дори да беше самият Едисън“.
През 1928 г. Парамаунт решава, че е готово да пусне изцяло говорещ филм, т.е. филм със синхронизиран диалог от начало до край, а не само в избрани сцени. За целта студиото избира „Намеса“, ням филм, режисиран от Лотар Мендес, който е завършен, но все още не е пуснат. На Померой е възложено да заснеме отново филма със звук. Той иска - и получава - увеличение на заплатата си от 250 на 2500 долара на седмица. Нямата версия и версията със звук са пуснати едновременно; звуковата версия е по-високо оценена от критиците, но все пак диалогът е отвлечен спрямо звука. Звуковата техника получава похвали от критиката за своята изтънченост (критикът Мордънт Хол отбелязва, че публиката „дори чу химикалка, драскаща по хартията, докато Евелин Брент пишеше съобщение“), включвайки много елементи, обичайни за озвучаването и днес; например сцена, в която един героинята плаче, показва не плачещата, а реакцията на нейния любовник, с което се поставя вниманието върху емоционалната му реакция, вместо настоятелно да се показва източника на звука.
След като е избран за следващата си режисьорска задача, Померой иска ново повишение до 3500 долара на седмица. Студиото отказва и възлага проекта на Уилям Демил, а Померой напуска. Той режисира още два звукови филма: Inside the Lines за RKO през 1930 г. и Shock за WT Lackey Productions през 1934 г. Померой беше страстен по стрелба с лък и пазеше колекция от лъкове в офиса на студиото си.

## Филмография
- Питър Пан (1924 г.)
- Криле (1927 г.)
- Намеса (1928 г.)
- Шок (1934 г.)